# Estádio Olímpico de Guangdong
O Estádio Olímpico de Guangdong é um estádio localizado na cidade de Cantão (Guangzhou), na Província de Guangdong, na China, a 150 quilômetros ao Norte de Hong Kong.
Inaugurado em 2001 para a 9ª Edição dos Jogos Nacionais da República Popular da China, tem capacidade para 80.012 torcedores. O projeto original do Estádio era para ser o Estádio Principal dos Jogos Olímpicos de Verão de 2008, mas posteriormente se optou pela construção do Estádio Nacional de Pequim.
Sua inspiração veio do apelido da cidade: Cidade das Flores. Arquibancadas multi-coloridas e cobertura ondulada lembrando pétalas de uma flor. A estrutura para a Tocha Olímpica foi construída.